# كولن هودسون
كولن هودسون هو لاعب كرلنغ كندي، ولد في 8 يونيو 1990 في إدمونتون في كندا.